# Zimní sporty

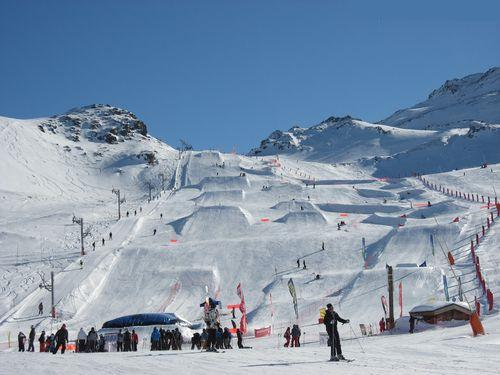
Tratě pro zimní sporty ve francouzském Savojsku

Zimní sporty je označení pro disciplíny, které se konají v období zimy. Pro jejich provozování jsou potřebné sníh či led. Mezi zimní sporty se řadí: alpské lyžování, běh na lyžích, snowboarding, skoky na lyžích, jízda na monoski, saně, boby, skeleton, lední hokej, krasobruslení, short track, rychlobruslení, biatlon, curling a mnoho dalších. V současnosti lze díky rozvoji techniky provozovat většinu z těchto disciplín i v létě.
Zimním sportům jsou věnovány i zimní olympijské hry, jenž se konají jednou za 4 roky. Do roku 1992 se konaly v témže roce jako letní olympijské hry (ale v jiném termínu a na jiném místě), od roku 1992 jsou pořádány po dvou letech od letních olympijských her respektive vždy mezi dvěma letními olympiádami.